# Masahiko Takahashi
Masahiko Takahashi – japoński skoczek narciarski. Najlepsze wyniki w Pucharze Świata osiągnął w sezonie 1983/1984, kiedy zajął 75. miejsce w klasyfikacji generalnej.

## Puchar Świata w skokach narciarskich

### Miejsca w klasyfikacji generalnej
| Sezon     | Miejsce |
| --------- | ------- |
| 1983/1984 | 75.     |